# پلاک منطقه آزاد انزلی

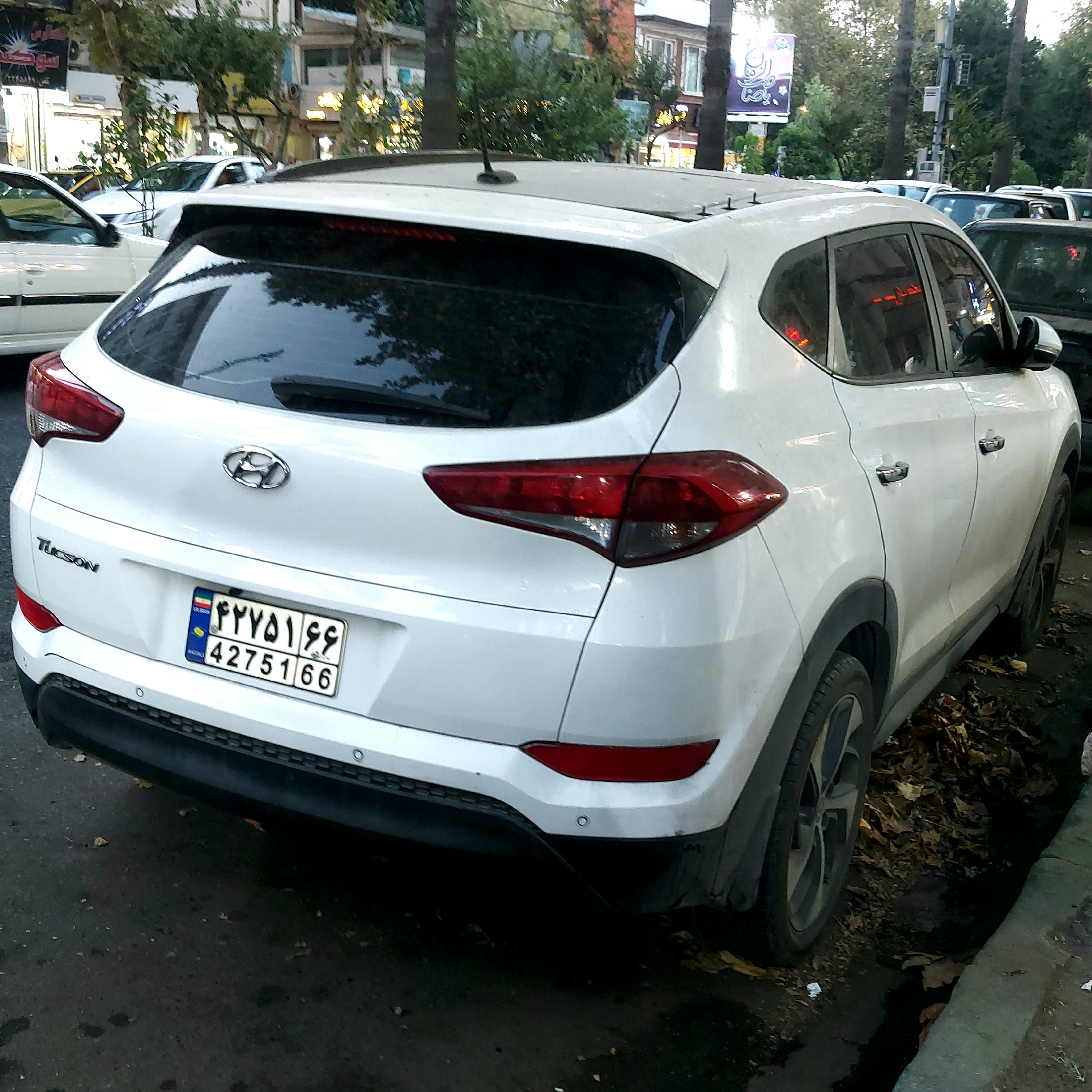
پلاک منطقه آزاد انزلی

شماره گذاری خودرو با پلاک منطقه آزاد انزلی از اردیبهشت ۱۳۹۱ آغاز شد. به منظور تسریع فرایند شماره گذاری و ارائه خدمات، در مهر ۱۳۹۴ سالن شماره گذاری منطقه آزاد انزلی افتتاح گشت. شماره گذاری خودرو در منطقه آزاد انزلی زیر نظر پلیس راهنمایی و رانندگی استان گیلان انجام می‌شود.

## شعاع تردد
شعاع تردد خودروهای با پلاک منطقه آزاد انزلی ۵۰ کیلومتر بوده که در نقاط مرزی تردد با تابلو مشخص گردیده است. آخرین نقاط تردد خودروها که با تابلو مشخص گردیده‌اند عبارتند از: مسیر رشت به رودبار بعد از امامزاده هاشم، مسیر رشت به تالش نرسیده به سه راه اسالم، مسیر رشت به رودسر قبل از پلیس راه چابکسر

## محدودیت‌ها
واردات خودروهای آمریکایی و خودروهایی با حجم موتور بالاتر از 2500cc به منطقه آزاد انزلی ممنوع می‌باشد. همچنین واردات خودروهایی که کمتر از یک سال از ساخت آنها می‌گذرد مجاز می‌باشد.

## پلاک جدید

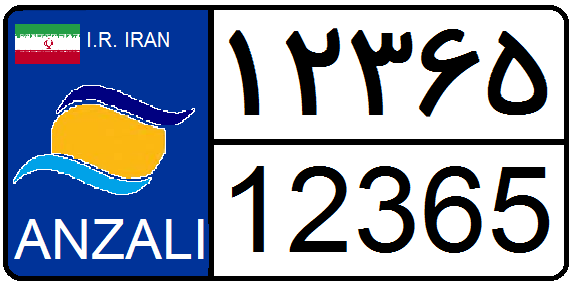
پلاک قدیم منطقه آزاد انزلی

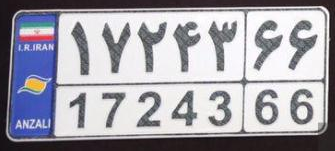
پلاک جدید منطقه آزاد انزلی

در تاریخ ۱۰ مرداد ۱۳۹۶ در مراسم رونمایی از پلاک‌های ملی منطقه آزاد کشور از پلاک مناطق آزاد رونمایی شد.
سرهنگ محمدرضا محمدی در جمع خبرنگاران بابیان اینکه پلاک‌های جدید مناطق آزاد ظرفیت کنونی پلاک‌ها را ۸ برابر بیشتر خواهند کرد، اظهار کرد: درج آرم منطقه مورد استفاده از ویژگی‌های پلاک‌های جدید است.
این مقام انتظامی با اشاره به دوزبانه بودن پلاک‌های جدید، تصریح کرد: رنگ زمینه این پلاک‌ها با پلاک سرزمین اصلی تطابق دارند.
وی داشتن کد برای تمایز با پلاک سایر مناطق آزاد را یکی دیگر از ویژگی‌های پلاک‌های جدید برشمرد و اضافه کرد: پلاک‌های جدید مناطق آزاد با پلاک ملی متفاوت هستند.
رئیس پلیس راهنمایی و رانندگی استان گیلان افزود: کد پلاک‌های جدید منطقه آزاد انزلی عدد ۶۶، خودروهای عمومی عدد ۶۷ و خودروهای دولتی عدد ۶۸ خواهد بود.